# Mokrouše
Mokrouše (německy Mokrusch či Mokrausch) jsou vesnice a obec v okrese Plzeň-město v Plzeňském kraji. Žije v nich 342 obyvatel.

## Historie
První písemná zmínka o vesnici pochází z roku 1379.

## Obyvatelstvo
| Rok            | 1869 | 1880 | 1890 | 1900 | 1910 | 1921 | 1930 | 1950 | 1961 | 1970 | 1980 | 1991 | 2001 | 2011 | 2021 |
| -------------- | ---- | ---- | ---- | ---- | ---- | ---- | ---- | ---- | ---- | ---- | ---- | ---- | ---- | ---- | ---- |
| Počet obyvatel | 292  | 320  | 290  | 265  | 313  | 265  | 235  | 193  | 202  | 178  | 137  | 109  | 146  | 210  | 317  |
| Počet domů     | 44   | 45   | 45   | 45   | 45   | 46   | 47   | 47   | 46   | 46   | 43   | 53   | 59   | 73   | 105  |

## Obecní správa
Mezi lety 1869–1960 Mokrouše byly obcí v okrese Plzeň (1869–1890) a později v okrese Rokycany. V letech 1961–1990 patřily jako část obce k Tymákovu a od 1. září 1990 jsou opět samostatnou obcí. Do konce roku 2006 byla obec součástí okresu Plzeň-jih, od 1. ledna 2007 je součástí okresu Plzeň-město.

### Obecní symboly
Znak a vlajka byly obci uděleny rozhodnutím předsedy Poslanecké sněmovny Parlamentu České republiky dne 29. května 2007.

## Pamětihodnosti
- Zemědělský dvůr
- Venkovská usedlost

## Slavní rodáci
- major i. m. Jan Kudlič (14. 10. 1914 – 11. 3. 1943), příslušník československého zahraničního odboje

Velitel (nadporučík) 2. roty 1. čs. samostatného polního praporu během bitvy u Sokolova, kde byl raněn. Zemřel během převozu do nemocnice, kdy byl vůz převážející raněné napaden německým letounem.
- štábní praporčík i. m. Patrik Štěpánek (14. 9. 1993 – 5. 8. 2018), voják Armády České republiky

Příslušník (desátník) 2. mechanizované roty 42. mechanizovaného praporu. Zemřel v Afghánistánu společně s českými vojáky Kamilem Benešem a Martinem Marcinem po napadení sebevražedným atentátníkem.